# Monte Blue

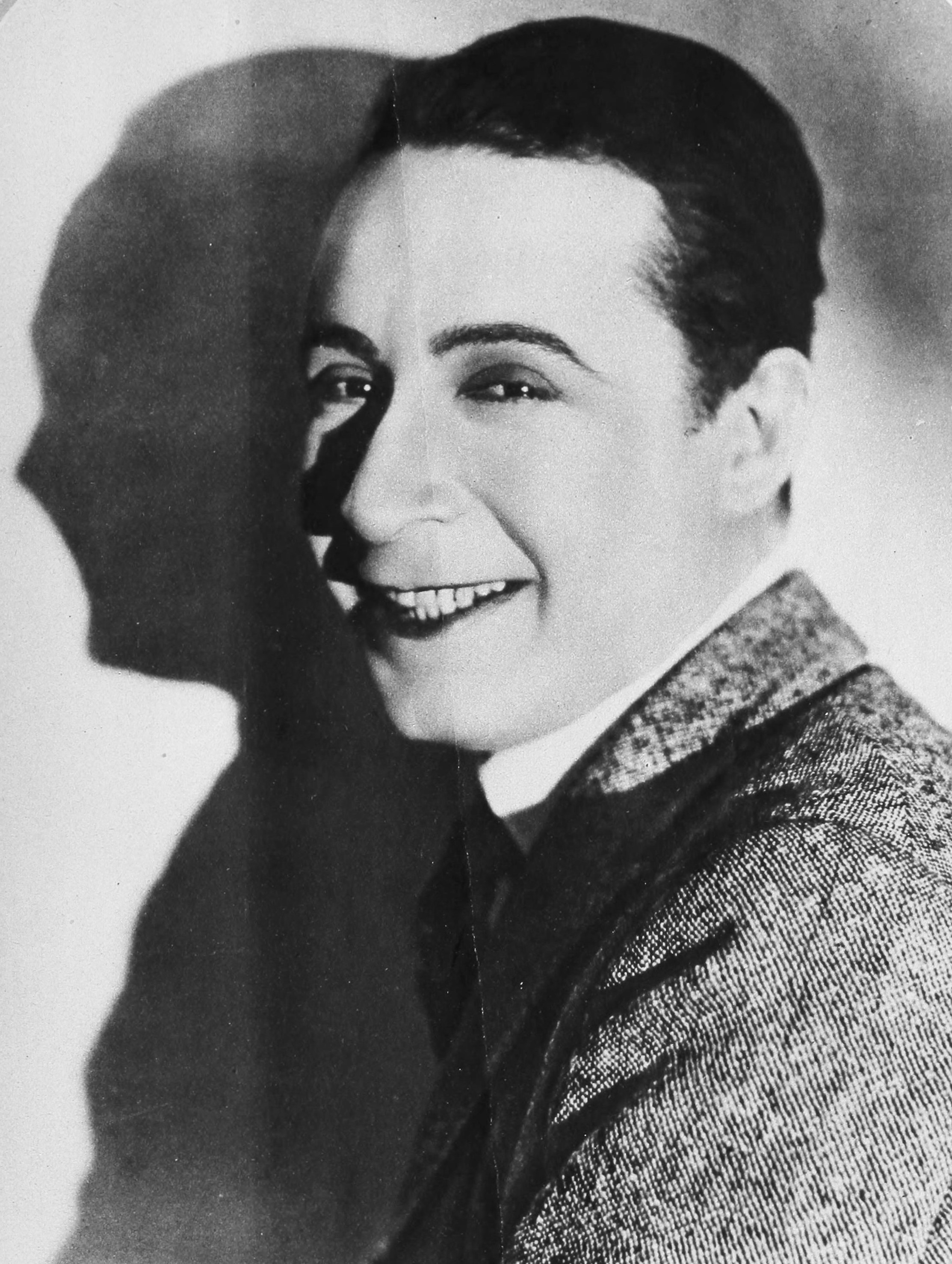
Monte Blue, 1921.

Monte Blue, född Gerard Montgomery Bluefeather den 11 januari 1887 i Indianapolis, Indiana, död 18 februari 1963 i Milwaukee, Wisconsin, var en amerikansk skådespelare.
Blue filmdebuterade 1915 och kom under resten av 1910-talet och 1920-talet att medverka i ett stort antal amerikanska stumfilmer och spelade mot stjärnor som Clara Bow, Mae Murray och Gloria Swanson. När ljudfilmen slog igenom blev han istället en flitigt anlitad birolls och smårollsskådespelare. Han medverkade i över 250 filmer.
För sina insatser inom film har han en stjärna på Hollywood Walk of Fame vid adressen 6290 Hollywood Blvd.

## Filmografi i urval
- 1916 – Intolerance
- 1921 – De föräldralösa
- 1923 – Lucretia Lombard
- 1928 – Vita skuggor på Söderhavet
- 1935 – Den stora razzian
- 1939 – Landet bortom lagen
- 1942 – Över Stilla havet
- 1944 – Storsvindlaren Dimitrios
- 1947 – Besatt
- 1947 – Pappa och vi
- 1948 – Stormvarning utfärdad
- 1948 – Silverfloden
- 1949 – Söder om S:t Louis